# Avocat de serviciu
În Ontario, Canada, avocatul de serviciu este un avocat plătit de Legal Aid Ontario⁠(d) (Serviciile de asistență juridică din Ontario), o agenție locală sponsorizată de guvern, care oferă servicii juridice limitate, în cazurile de materie penală, drept familial și protecție al copilului, indivizilor aflați sub arest sau care necesită reprezentanță legală la Curtea de Justiție din Ontario.
Avocatul de serviciu este adesea primul contact pentru oferirea de consultanță juridică persoanelor reținute de poliție sau arestate. Cei arestați, la Secția de poliție din provincia Ontario, precum și de Serviciile de frontieră din Canada⁠(d), la porturile terestre, aeriene și maritime, situate la intrarea în Ontario, au de asemenea dreptul de a lua legătura cu un astfel de consultant. Orice individ arestat sau reținut în Canada are dreptul să apeleze fără întârziere la un avocat (cu foarte puține excepții), iar poliția trebuie să îl informeze cu privire la acest drept și să faciliteze contactul cu un purtător de cuvânt. Sistemul Duty Counsel reprezintă garanția că aceste drepturi sunt puse în aplicare.
Avocații care prestează servicii de asistență juridică pot servi în calitate de reprezentanți ai indivizilor reținuti în instanță, la cererea expresă a acestora, cu excepția cazului în care acuzatul a obținut consiliere juridică din alte altă parte.
Asistența juridică Ontario are atât personal, cât și avocați per diem (membri ai baroului privat care lucrează cu jumătate de normă) în calitate de avocați de serviciu. Majoritatea avocaților care furnizează servicii de consiliere prin telefon celor arestați sau deținuți sunt avocați ai barourilor private, contractați de o firmă privată pentru a furniza servicii în numele Oficiului de asistență juridică din Ontario. Unii dintre acești avocați privați contractați lucrează câteva schimburi pe lună, pe lângă munca individuală, în folosul comunității. Alții lucrează cu normă întreagă, împreună cu compania care a încheiat un contract cu firma de asistența juridică.
 Avocatul de serviciu este de asemenea disponibil și pentru cazurile de drept familial și protecție a copilului. Consilierul de serviciu va sfătui clienții și, uneori, îi va reprezenta în instanță, dar nu va prelua cazuri pe termen lung. De asemenea, aceștia pot asista și la redactarea documentelor și, în funcție de hotărârile instanței, pot participa la ședințe de consultanță cu clienții.